# Clavidesmus rubigineus
Clavidesmus rubigineus là một loài bọ cánh cứng trong họ Cerambycidae.